# Aleksandar Khristov
Aleksandar Khristov est un boxeur bulgare né le 28 juillet 1964 à Plovdiv.

## Carrière
Champion du monde de boxe amateur à Tampere en 1993 dans la catégorie poids coqs, sa carrière est également marquée par une médaille d'argent remportée aux Jeux olympiques de Séoul en 1988 et 3 médailles aux championnats d'Europe : l'or à Turin en 1987, l'argent à Budapest en 1985 et le bronze à Vejle en 1996.